# Карабаський хребет
Карабаський хребет — гірський хребет Вірменського нагір'я, що простягається від річки Трту до річки Аракс.
Карабаський хребет розташовується дугою з півночі на південний схід, є вододілом басейнів правих приток Кури — Трту на північному заході, Хаченагет і Каркар на сході і лівих приток Араксу — Акарі на заході і Варанда на південному сході. Річка Акарі відокремлює хребет від Карабаського нагір'я. Найвищою точкою є гора Великий Кірс (2725 м).
Основними породами Карабаського хребта є сланець, мергель і магматичні гірські породи. Нижня частина оточена долинами, де ростуть дуб і граб. Верхня частина трав'яниста, але без дерев.